# Madatyphlops decorsei
Madatyphlops decorsei är en ormart som beskrevs av Mocquard 1901. Madatyphlops decorsei ingår i släktet Madatyphlops och familjen maskormar. Inga underarter finns listade i Catalogue of Life.
Denna orm förekommer på västra Madagaskar. En liten avskild population finns i öns centrala delar. Arten lever i låglandet och i bergstrakter upp till 1300 meter över havet. Exemplar hittades i torra skogar och i angränsande landskap. Madatyphlops decorsei gräver i lövskiktet och i det översta jordlagret. Honor lägger antagligen ägg.
Beståndet hotas av skogsröjningar. Hela populationen anses vara stor. IUCN kategoriserar arten globalt som livskraftig.